# Protestantse kerk van Rijsel
De Protestantse kerk van Rijsel (Frans: Temple protestant de Lille) is een protestants kerkgebouw in de Franse stad Rijsel, gelegen aan place du Temple.

## Geschiedenis
Na de Franse Revolutie kwamen de protestanten in Rijsel bijeen in de voormalige kapel van het Maison des Bons-Fils. Deze kapel werd rond 1868 afgebroken vanwege de aanleg van rue Faidherbe. De stad stelde een perceel beschikbaar in een nieuwe wijk die werd ontwikkeld in verband met de uitbreiding van de stad. Deze "Latijnse wijk" zal ook de Sint-Michielskerk, de universiteit van Rijsel en de synagoge gaan huisvesten. Er wordt voor het ontwerp van de kerk in 1869 een wedstrijd georganiseerd, die de Straatsburgse architect Alphonse Roederer wint. De inwijding vond plaats op 1 november 1871, maar de bouwwerken duurden tot ongeveer 1875. In 2010 werd het kerkgebouw aangemerkt als monument historique. Het gebouw is eigendom van de gemeente Rijsel en wordt gebruikt door de protestantse kerk van Rijsel.

## Beschrijving
Het kerkgebouw heeft boven de ingang een aangebouwde stenen klokkentoren. Het gebouw is grotendeels opgetrokken uit baksteen.
Het interieur wordt gekenmerkt door een houten plafond en een galerij die volledig doorloopt langs beide zijden van de kerkzaal. Op de galerij is het Onzevader gekalligrafeerd. Boven de preekstoel is er een groot roosvenster met glas in lood. Aan de andere zijde van het kerkgebouw bevindt zich op de galerij een orgel.